# Aliacensis (månekrater)
Aliacensis er et nedslagskrater på Månen, beliggende på Månens forside i det ujævne sydlige højland. Det stammer fra Nectarian-æraen, som varede fra 3,92 til 3,85 milliarder år siden., og det er opkaldt efter den franske teolog, astrolog og kardinal i den romersk-katolske kirke, Pierre d'Ailly (1351-1420).
Navnet blev officielt tildelt af den Internationale Astronomiske Union (IAU) i 1935. 

## Omgivelser
Wernerkrateret ligger lige nord-nordvest for, og der løber en snæver, ujævn dal mellem de to næsten lige store formationer. Mod sydvest ligger Waltherkrateret, og Apianuskrateret ligger mod nordøst. Syd for det ligger to noget brudte ringkratere, Kaiser og Nonius. 

## Karakteristika
Randen af Aliacensis er generelt cirkulær med en udadvendt udbuling i den østre væg. Den indre væg har små terrasser, særlig i den nordøstlige del. Et lille krater dækker noget af den sydlige rand. Kraterbunden er i almindelighed flad med en lav central forhøjning, som ligger lidt nordvest for midtpunktet. Bunden er 52 kilometer i diameter og der er en højdeforskel på 3,7 kilometer mellem dens dybeste sted og kraterets rand.

## Satellitkratere
De kratere, som kaldes satellitter, er små kratere beliggende i eller nær hovedkrateret. Deres dannelse er sædvanligvis sket uafhængigt af dette, men de får samme navn som hovedkrateret med tilføjelse af et stort bogstav. På kort over Månen er det en konvention at identificere dem ved at placere dette bogstav på den side af satellitkraterets midte, som ligger nærmest hovedkrateret. Aliacensiskrateret har følgende satellitkratere:
| Aliacensis | Bredde  | Længde | Diameter |
| ---------- | ------- | ------ | -------- |
| A          | 29,7° S | 7,4° Ø | 14 km    |
| B          | 31,3° S | 3,2° Ø | 16 km    |
| C          | 32,6° S | 5,4° Ø | 8 km     |
| D          | 33,1° S | 6,9° Ø | 10 km    |
| E          | 30,4° S | 2,3° Ø | 9 km     |
| F          | 32,7° S | 3,9° Ø | 5 km     |
| G          | 33,3° S | 4,7° Ø | 8 km     |
| H          | 31,8° S | 6,1° Ø | 6 km     |
| K          | 31,4° S | 6,2° Ø | 7 km     |
| W          | 31,9° S | 5,3° Ø | 11 km    |
| X          | 29,6° S | 6,9° Ø | 4 km     |
| Y          | 30,1° S | 7,4° Ø | 5 km     |
| Z          | 30,0° S | 4,6° Ø | 4 km     |

## Måneatlas
- Billeder af Aliacensiskrateret i LPI-måneatlasset